# 堤ヶ岡村
堤ヶ岡村（つつみがおかむら）は群馬県の中部、群馬郡に属していた村。

## 地理
- 河川 - 天王川

## 歴史
- 1889年（明治22年）4月1日 町村制施行により、棟高村、中泉村、三ッ寺村、福島村、菅谷村が合併し西群馬郡堤ヶ岡村が成立する。
- 1896年（明治29年）4月1日 郡統合（西群馬郡と片岡郡の統合）により群馬郡に属する。
- 1955年（昭和30年）4月1日 国府村、金古町と合併し群馬町となる。